# Cut and Shoot
Cut and Shoot es una ciudad ubicada en el condado de Montgomery en el estado estadounidense de Texas. En el Censo de 2010 tenía una población de 1.070 habitantes y una densidad poblacional de 152,39 personas por km².

## Geografía
Cut and Shoot se encuentra ubicada en las coordenadas 30°20′8″N 95°20′42″O / 30.33556, -95.34500. Según la Oficina del Censo de los Estados Unidos, Cut and Shoot tiene una superficie total de 7.02 km², de la cual 7.02 km² corresponden a tierra firme y (0%) 0 km² es agua.

## Demografía
Según el censo de 2010, había 1.070 personas residiendo en Cut and Shoot. La densidad de población era de 152,39 hab./km². De los 1.070 habitantes, Cut and Shoot estaba compuesto por el 87.2% blancos, el 1.03% eran afroamericanos, el 0.84% eran amerindios, el 0.19% eran asiáticos, el 0.09% eran isleños del Pacífico, el 8.22% eran de otras razas y el 2.43% pertenecían a dos o más razas. Del total de la población el 15.05% eran hispanos o latinos de cualquier raza.